# Östkaribiens Billie Jean King Cup-lag
Östkaribiens Billie Jean King Cup-lag representerar OECS-medlemsstater i tennisturneringen Billie Jean King Cup.

## Historik
Östkaribien debuterade i sammanhanget 2002, och förlorade alla fem matcher man spelade under debutåret.